# Honda Masaya
Masaya Honda (sinh ngày 20 tháng 11 năm 1973) là một cầu thủ bóng đá người Nhật Bản.

## Sự nghiệp câu lạc bộ
Masaya Honda đã từng chơi cho Kyoto Purple Sanga.

## Thống kê câu lạc bộ

### J.League
| Đội                | Năm       | J.League | J.League | J.League Cup | J.League Cup | Tổng cộng | Tổng cộng |
| Đội                | Năm       | Trận     | Bàn      | Trận         | Bàn          | Trận      | Bàn       |
| ------------------ | --------- | -------- | -------- | ------------ | ------------ | --------- | --------- |
| Kyoto Purple Sanga | 1996      | 14       | 0        | 5            | 0            | 19        | 0         |
| Kyoto Purple Sanga | 1997      | 19       | 0        | 6            | 0            | 25        | 0         |
| Kyoto Purple Sanga | 1998      | 0        | 0        | 0            | 0            | 0         | 0         |
| Kyoto Purple Sanga | 1999      | 0        | 0        | 0            | 0            | 0         | 0         |
| Tổng cộng          | Tổng cộng | 33       | 0        | 11           | 0            | 44        | 0         |